# الأرشيف الفيدرالي السويسري
الوثائق الدبلوماسية السويسرية

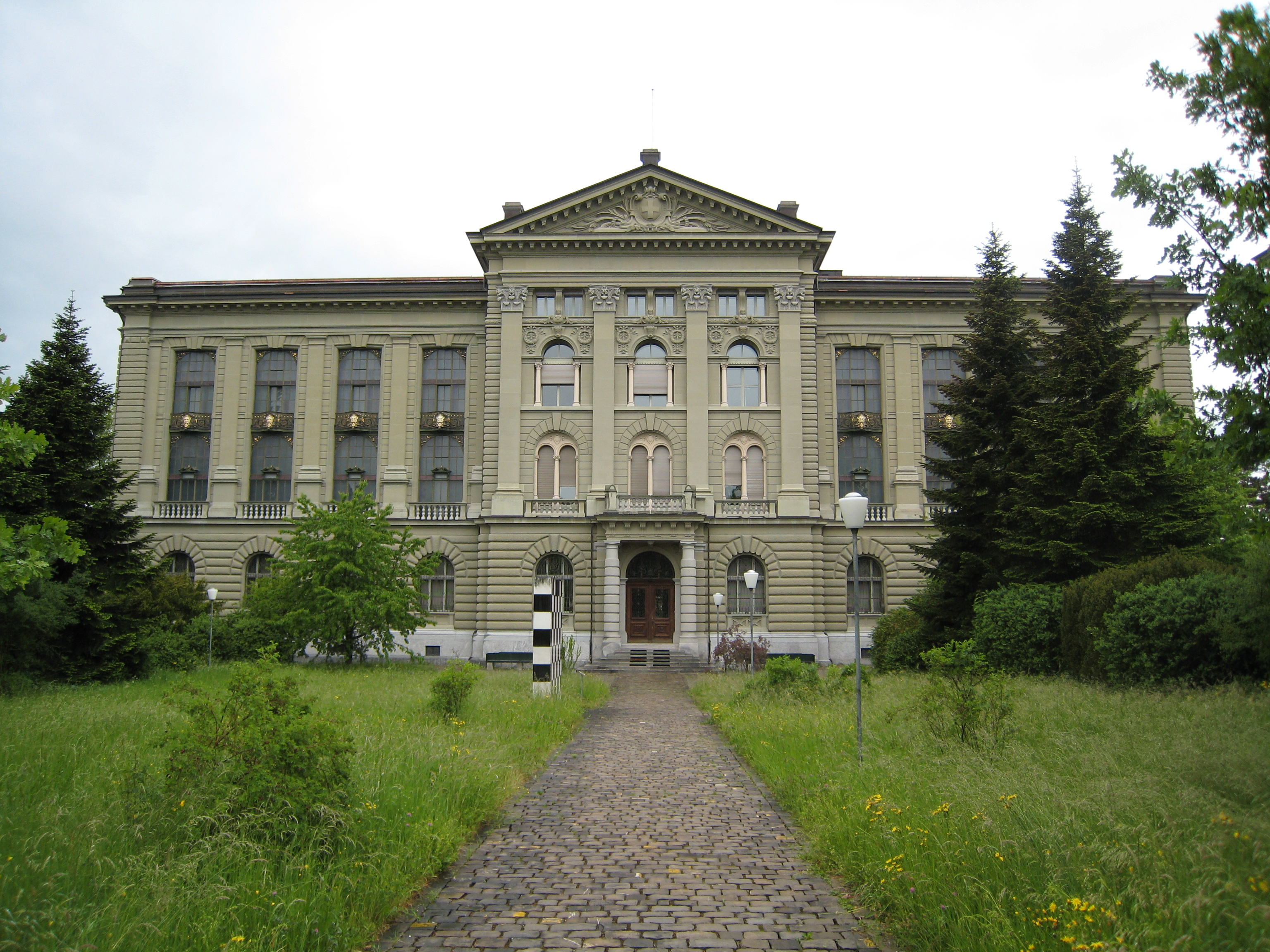

تـُعتبر مركزا للبحث التاريخي، تأسس في عام 1972، باعتباره مشروعا لنشر معلومات من مصادر رسمية مفيدة لدراسة السياسة الخارجية والعلاقات الدولية لسويسرا.
اليوم، تحوّلت إلى مشروع تابع للأكاديمية السويسرية للعلوم الأخلاقية والاجتماعية، يُـشرف على تسييره المؤرخ ساشا زالا ويعتمد على ثمانية متعاونين عِـلميين ينتقون ويعلِّـقون وينشرون الوثائق ذات الأهمية، من بين الكمّ الهائل المتوفِّـر في الأرشيف الفدرالي السويسري.
يحظى هذا المشروع بالدَّعم من طرف مؤسستين حكوميتين، وهي الأرشيف الفدرالي السويسري ووزارة الخارجية السويسرية، لكنه مُـستقل من الناحية السياسية. من جهة أخرى، تضمَـن لجنة من الأساتذة من كافة الجامعات السويسرية، يترأسها المؤرخ هانس أولريخ يوست، الأسُـس العِـلمية لنشاطها.
إلى حد الآن، قامت هذه المؤسسة بنشر 22 مجلَّـدا، تشتمل على أكثر من 15000 وثيقة تُـغطي الفترة الزمنية الممتدّة من 1848 إلى 1963.
نهاية الإطار التوضيحي
قاعدة البيانات «دوديس»
تشتمل قاعدة البايانات دوديس Dodis على النسخة الرقمية لحوالي 6000 وثيقة ومعلومات حول أكثر من 30000 شخصو13000 منظمة و3500 موقع جغرافي.
لا تتضمَّـن قاعدة البيانات المضامين النقدية للمجلَّـدات المطبوعة، التي قامت «الوثائق الدبلوماسية السويسرية» بنشرها إلى حد الآن.
منذ يونيو 2010، أدمِـج محتوى قاعدة البيانات دوديس في البوابة الافتراضية